# Belehrung (Recht)
Unter Belehrung (englisch caution) versteht man im Rechtswesen die durch Rechtsnormen vorgeschriebene Information eines Rechtssubjektes über die Sachlage und seine Rechte. Eine im Strafrecht typische Belehrung besteht darin, den Beschuldigten bei einem Ermittlungsverfahren darauf hinzuweisen, dass er das Recht auf einen Verteidiger hat und es ihm freisteht, sich zu der Sache zu äußern (oder zu schweigen). Mögliche Vorgehensweisen zum weiteren Verfahren werden den Prozessparteien in Rechtsbehelfsbelehrungen aufgezeigt.
Die Idee, eine Rechtspartei über ihre Rechte zu belehren, entstammt dem deutschen Recht, war aber lange Zeit nicht kodifiziert. Im kontinentalen Rechtskreis gibt es Gesetze über die Belehrung zur Aussageverweigerung seit Ende des 19. Jahrhunderts. In den USA wurde die Rechtsbelehrung erst 1966 durch ein Urteil des Obersten Gerichtshofs eingeführt.

## Allgemeines
Die Abgrenzung der Begriffe Belehrung, Beratung und Auskunft bereitet oft Schwierigkeiten, weil die Gesetze keinen einheitlichen Sprachgebrauch aufweisen und zudem die Vielgestaltigkeit von Verfahrenssituationen unterschiedliche Anforderungen an die handelnde Behörde stellt. Beratung ist die Vornahme dialogoffener Informationshandlungen auf Ersuchen des Beratenen, Belehrung hingegen ein Monolog des Belehrenden, der auf die etwaigen Rechtsfolgen hinweist. Bei der Beratung kann der Beratene am Ende der Beratung entscheiden, ob er den Rat annimmt und welches Verhalten er jetzt wählt. Bei der Belehrung handelt es sich um eine hoheitliche Pflicht der Strafverfolgungsorgane, die einen unverzichtbaren Bestandteil eines fairen Verfahrens darstellt.

## Geschichte
Eine schriftliche Belehrung kannte man bereits im Jahre 1460, als Christian I. dem Kloster Ahrensbök seine Besitzungen und Privilegien „nach wahrhaftiger und schriftlicher Belehrung“ bestätigte („na wahrhafftiger unde schriftliker beleringe“). Ersichtlich erstmals tauchte das Wort in der heutigen Schreibweise im November 1539 bei der Rechtsbelehrung durch den Schöffenstuhl zu Aachen auf. Oberhöfe waren im deutschen Spätmittelalter Rechtsbelehrungsstellen zur Unterweisung von Gerichten und bedeutender Privatpersonen. So belebte Karl IV. die Hauptstadtfunktion Aachens neu, indem er 1356 die Oberhofrechte, also Aachen als Rechtsbelehrungsstelle zur Unterweisung anderer Gerichte, schriftlich festlegte.
Im Februar 1877 veröffentlichte der Gesetzgeber in Deutschland eine erste Fassung der Reichs-Strafprozessordnung, bei der noch 1881 eine deutliche Belehrung des Beschuldigten über sein Schweigerecht mit der Begründung abgelehnt wurde, dass dies den Anschein erwecke, als ob eine sittliche Pflicht zur wahrheitsgemäßen Aussage verneint werde. Man befürchtete, dass eine Belehrung zum Schweigen ermuntern werde, was zum Nachteil des Beschuldigten zu deuten sei. Die alte Fassung des § 136 StPO bestand in der Befragung des Beschuldigten, „ob er etwas auf die Beschuldigung erwidern wolle“. Bei der im April 1965 in Kraft getretenen Änderung der heutigen Strafprozessordnung (StPO) nahm der Gesetzgeber noch von der Normierung einer Belehrungspflicht Abstand. Er führte aber eine Belehrungspflicht auch für Polizei und Staatsanwaltschaft ein (§§ 161a Abs. 1 Satz 2 StPO und § 163 Abs. 3 StPO).
Der Hinweis des Beschuldigten auf sein Recht, seine Aussage zur Sache zu verweigern,
ist seit Dezember 1897 auch in der französischen Strafprozessordnung (französisch Code de procédure pénale) in Art. 114 verankert.
Die aus Kinofilmen bekannte Belehrung Verdächtiger oder von Tätern in den USA (englisch Miranda warning, reading one’s rights) gibt es erst seit Juni 1966, als der Supreme Court of the United States im Falle des Ernesto Arturo Miranda (1941–1976) gegen den Staat Arizona letztinstanzlich entschied. Miranda war als Räuber, Entführer und Vergewaltiger bei einer Gegenüberstellung identifiziert und nach seinem Geständnis verurteilt worden. Der Supreme Court hob die vorherige Verurteilung wieder auf, weil Miranda beim Verhör psychischen Belastungen ausgesetzt war und nicht über seine Rechte aufgeklärt wurde. Wird der Beschuldigte in Haft von Strafverfolgungsbehörden befragt (englisch custodial interrogation), muss er seitdem belehrt werden: „Sie haben das Recht, zu schweigen. Alles, was Sie sagen, kann und wird vor Gericht gegen Sie verwendet werden. Sie haben das Recht, zu jeder Vernehmung einen Verteidiger hinzuzuziehen. Wenn Sie sich keinen Verteidiger leisten können, wird Ihnen einer gestellt. Verstehen Sie diese Rechte?“ Der Supreme Court stellte klar, dass das im 5. Zusatzartikel zur Verfassung der Vereinigten Staaten verbriefte Recht gegen Selbstbelastung die Strafverfolgung verpflichte, Verdächtige über ihr Recht zu schweigen und über ihr Recht auf einen Anwalt aufzuklären.
Erst im Mai 1968 erkannte der Bundesgerichtshof (BGH) in der Verletzung der Belehrungspflicht innerhalb der Hauptverhandlung die Möglichkeit eines Verwertungsverbotes, wenngleich er weiterhin allgemein von keinem Verwertungsverbot ausging. Im Urteil stellte er fest, dass mit der Neufassung des § 136 StPO – der Beschuldigte sei darauf hinzuweisen, dass es ihm nach dem Gesetz freistehe, sich zu der Beschuldigung zu äußern oder nicht zur Sache auszusagen – an der bisherigen Rechtslage nichts geändert werden, sondern dem Beschuldigten die Wahlmöglichkeit nur noch deutlicher als bisher vor Augen geführt werden sollte. Der Hinweis, dass der Beschuldigte das Recht habe, jederzeit – auch schon vor seiner Vernehmung – einen von ihm zu wählenden Verteidiger zu befragen, brächte ebenfalls gegenüber dem bisherigen Rechtszustand nur eine Verdeutlichung. Der BGH hielt noch im Juni 1983 § 136 StPO für eine bloße Ordnungsvorschrift, deren Missachtung kein Hindernis für die Beweisverwertung sei.
Im Mai 2010 stellte der Bundesgerichtshof im Strafrecht klar: „Die Belehrung ist unerlässlicher Bestandteil eines rechtsstaatlichen fairen Verfahrens. … Unterbleibt die Belehrung bei der Inhaftierung, leidet die Anordnung der Freiheitsentziehung an einem grundlegenden Verfahrensmangel, der zu ihrer Rechtswidrigkeit führt“. Die EU-Richtlinie 2012/13/EU vom Mai 2012 verlangte den Zusatz in § 136 StPO, dass der Beschuldigte die Bestellung eines Verteidigers beanspruchen kann; diese Umsetzung trat im Juli 2013 in Kraft.

## Rechtslage
Belehrungen sind im Ermittlungsverfahren und in der gerichtlichen Hauptverhandlung von Amts wegen vorzunehmen. Die zentrale Vorschrift des § 136 Abs. 1 Satz 2 StPO verlangt eine Belehrung vor Beginn der ersten richterlichen Vernehmung, § 163a Abs. 4 Satz 2 StPO (durch Verweis auf § 136 StPO) eine Belehrung vor Beginn der ersten Vernehmung durch Polizei und Staatsanwaltschaft. Damit werden die in § 136 StPO vorgesehenen Belehrungen schon bei der ersten Vernehmung im Ermittlungsverfahren notwendig. Die Belehrung muss Hinweise darüber enthalten, dass
- es dem Beschuldigten freisteht, sich zur Beschuldigung zu äußern oder nicht zur Sache auszusagen,
- er jederzeit, auch schon vor einer Vernehmung, einen Verteidiger befragen darf,
- er zu Entlastung einzelne Beweiserhebungen beantragen kann,
- eine Selbstbelastung wegen begangener Straftaten oder Ordnungswidrigkeiten nicht erzwingbar ist und deshalb jede Aussage verweigert werden darf.

Erst im Februar 1992 gab der BGH seine bisherige Rechtsprechung auf und führte nunmehr ein Beweisverwertungsverbot ein, wonach vor der Vernehmung eines Beschuldigten die Belehrungspflicht wahrgenommen werden muss, weil ansonsten die Einlassungen des Beschuldigten nicht verwertet werden dürfen. Das hat zur Folge, dass alle vorhandenen Beweise ohne vorherige Belehrung im Verfahren nicht verwendet werden dürfen.

## Ermittlungsbehörden
Die Belehrungspflicht des § 136 Abs. 1 Satz 2 StPO betrifft alle zur Strafverfolgung berufenen Strafverfolgungsbehörden. Hierzu gehören vor allem die Staatsanwaltschaften und die Polizeien (in Deutschland die Landespolizeien, die Bundespolizei und das Bundeskriminalamt), die Zollverwaltung sowie im Bereich des Abgabenrechts die Finanzverwaltung mit ihren Steuerfahndungsdienststellen.

### Polizei
Vor der polizeilichen Vernehmung ist der Beschuldigte bzw. Betroffene nach § 136 StPO über seine Rechte zu belehren.
Diese Belehrungen betreffen insbesondere
- die Eröffnung des Tatvorwurfs (Delikt), § 163a Abs. 4, § 136 Abs. 1, S. 2–4, Abs. 2, 3 StPO,
- das Aussageverweigerungsrecht (Wahl der Äußerung oder Nichtäußerung), § 136 Abs. 1, S. 2 StPO,
- die jederzeitige Befragung eines selbst gewählten Verteidigers, § 136 Abs. 1, S. 2 StPO,
- das Recht Beweisanträge zu stellen, § 136 Abs. 1, S. 3 StPO.

Die Belehrung muss vollständig, eindeutig und eindringlich sein. Zu belehren ist der Betroffene selbst, auch wenn er minderjährig oder aus anderen Gründen nicht geschäftsfähig ist. Fehlt es beispielsweise an der Aufklärung über die Möglichkeit der Hinzuziehung eines Anwaltes, ist die Belehrung unvollständig und unwirksam.

### Staatsanwaltschaft
Gemäß § 52 Abs. 3 StPO und § 55 Abs. 2 StPO sind Personen mit Zeugnisverweigerungsrecht (Zeugen und Sachverständige) vor ihrer Vernehmung im Ermittlungsverfahren und in der Hauptverhandlung hierüber zu belehren. Dies gilt nach § 81c Abs. 3 StPO auch für andere Personen als die Beschuldigten. Nach § 171 StPO hat die Staatsanwaltschaft den Verletzten zu belehren, wenn sie keine Klage zulässt oder das Verfahren einstellt. Der Verletzte kann diese Entscheidung bei der Generalstaatsanwaltschaft innerhalb der nach § 172 Abs. 1 StPO vorgesehenen Frist anfechten. Erfolgt die Belehrung nach § 81c Abs. 5 StPO durch Hilfsbeamte der Staatsanwaltschaft (Polizei), müssen diese die Belehrung aussprechen.

### Strafprozess
Nach § 136 StPO ist vor Beginn der ersten Vernehmung dem Beschuldigten durch den Richter zu eröffnen, welche Tat ihm zur Last gelegt wird und welche Strafvorschriften in Betracht kommen. Er ist darauf hinzuweisen, dass es ihm nach dem Gesetz freistehe, sich zu der Beschuldigung zu äußern oder nicht zur Sache auszusagen und jederzeit, auch schon vor seiner Vernehmung, einen von ihm zu wählenden Verteidiger zu befragen. Er ist ferner darüber zu belehren, dass er zu seiner Entlastung einzelne Beweiserhebungen beantragen und die Bestellung eines Verteidigers nach Maßgabe des § 141 Abs. 1 und 3 StPO beanspruchen kann. Im Rahmen der Hauptverhandlung sieht § 243 Abs. 5 StPO ebenfalls vor, dass der Angeklagte darauf hinzuweisen ist, dass es ihm freistehe, sich zu der Anklage zu äußern oder nicht zur Sache auszusagen. Das Verhandlungsprotokoll hat auch nach § 273 Abs. 1a StPO die Belehrungen zu erfassen.

### Steuerstrafverfahren
Aufgrund der §§ 386 Abs. 2 AO und § 397 Abs. 1 AO wird die strafprozessrechtliche Belehrungspflicht auch auf die Finanzverwaltung im Steuerstrafverfahren ausgedehnt.

## Verwertungsverbot
Verstöße gegen die Belehrungspflichten ziehen ein Verwertungsverbot nach sich. Bei der Bekanntmachung einer anfechtbaren Entscheidung ist der Betroffene nach § 35a StPO über die Möglichkeiten der Anfechtung und die dafür vorgeschriebenen Fristen und Formen zu belehren. Ist eine Belehrung ganz oder teilweise unterblieben, gilt nach § 44 StPO eine versäumte Rechtsmittelfrist als unverschuldet.

## Notare
Notare trifft eine Belehrungspflicht im Rahmen der Beurkundung. In einer Verhandlung vor dem Notar erklären die Beteiligten bei der Beurkundung ihren Willen (§ 8 BeurkG), der nach Belehrung durch den Notar in eine Niederschrift aufgenommen, vorgelesen, genehmigt und von den Beteiligten und dem Notar eigenhändig unterschrieben wird (§ 9, § 13 BeurkG). Im Rahmen der Belehrung hat der Notar als rechtskundige Person den Willen und die Ziele der Beteiligten zu erforschen, sie über rechtliche Gefahren und über die Rechtsfolgen der Beurkundung umfassend aufzuklären (Beratungsfunktion) sowie die getroffenen Regelungen eindeutig und beweiskräftig zu formulieren (Beweisfunktion). Der Notar hat den Beteiligten Wege aufzuzeigen, wie Risiken vermieden werden können.

## Anwälte
Bei Rechtsanwälten und Steuerberatern liegen Beratungsverträge zugrunde, die überwiegend eine Rechtsberatung oder Steuerberatung zum Inhalt haben. Deshalb geht es hier meist um Beratung, nicht um Belehrung. Rechtliche Belehrung und Beratung bilden das eigentliche juristische Kernstück der Vertragsgestaltung, denn schließlich ist die konkrete Vertragsgestaltung die Verwirklichung und der Ausdruck des infolge Belehrung und Beratung erklärten Parteiwillens. Ausgehend vom festgestellten Sachverhalt geht es bei der Belehrung um die rechtliche Aufklärung der Beteiligten über das betreffende Rechtsgeschäft hinsichtlich seiner Voraussetzungen, Abhängigkeiten, Rechtsfolgen und der damit verbundenen Gefahren. Die Vor- und Nachteile der Gestaltungsmöglichkeiten sind im Rahmen einer Belehrung aufzuzeigen.

## Rechtsmittelbelehrung
Eine Rechtsmittelbelehrung ist die mündliche oder schriftliche Erklärung, dass und wie eine Entscheidung (etwa ein Verwaltungsakt) durch ein Rechtsmittel angefochten werden kann. Sie enthält die Form, Frist und Stelle, bei der das Rechtsmittel einzulegen ist. Im Strafprozess ist sie bei verkündeter Entscheidung mündlich zu erteilen (§ 35a StPO), in der Arbeitsgerichtsbarkeit (§ 9 Abs. 5 ArbGG) und in der Verwaltungs-, Finanz- und Sozialgerichtsbarkeit im Urteil (§ 117 Abs. 2 Nr. 6 VwGO). Eine unterbliebene Rechtsmittelbelehrung führt im Strafprozess zu einer Wiedereinsetzung in den vorigen Stand (§ 44 Satz 2 StPO).
Im Zivilprozess gibt es eine Rechtsmittelbelehrung erst seit Dezember 2012 durch das Gesetz zur Einführung einer Rechtsbehelfsbelehrung im Zivilprozess und zur Änderung anderer Vorschriften. So hat nach § 232 ZPO jede anfechtbare gerichtliche Entscheidung eine Belehrung über das statthafte Rechtsmittel, den Einspruch, den Widerspruch oder die Erinnerung sowie über das Gericht, bei dem der Rechtsbehelf einzulegen ist, über den Sitz des Gerichts und über die einzuhaltende Form und Frist zu enthalten.

## International
In der Schweiz müssen nach Art. 158 StPO Polizei oder Staatsanwaltschaft die beschuldigte Person zu Beginn der ersten Einvernahme in einer ihr verständlichen Sprache darauf hinweisen, dass gegen sie ein Vorverfahren eingeleitet worden ist und welche Straftaten Gegenstand des Verfahrens bilden, sie die Aussage und die Mitwirkung verweigern kann, sie berechtigt ist, eine Verteidigung zu bestellen oder gegebenenfalls eine amtliche Verteidigung zu beantragen und sie eine Übersetzerin oder einen Übersetzer verlangen kann. Dabei ist sie gemäß Art. 143 Abs. 1c StPO umfassend über ihre Rechte und Pflichten zu belehren. Einvernahmen ohne diese Hinweise sind nicht verwertbar (Art. 158 Abs. 2 StPO), die Belehrung ist im Protokoll zu vermerken (Art. 143 Abs. 2 StPO).
Auch in Österreich ist eine rechtskonforme Belehrung im Strafverfahren von Bedeutung, damit der Beschuldigte oder Angeklagte in jeder Verfahrenslage rechtzeitig seine Verteidigungsrechte ausüben kann. Hierfür ist in § 3 StPO eine gerichtliche Belehrungspflicht vorgesehen, die schwächer eingestuft wird als die Pflicht zur Wahrheitsermittlung und Teil der gerichtlichen Fürsorgepflicht darstellt.
Nach Artikel 36 Abs. 1b Satz 3 Wiener Übereinkommen über konsularische Beziehungen (WÜK) sind alle deutschen Staatsorgane verpflichtet, einen ausländischen Beschuldigten über sein Recht auf konsularische Unterstützung zu informieren, sobald er inhaftiert wird. Das gilt auch umgekehrt für alle deutschen Beschuldigten im Ausland. Die Belehrungspflicht entsteht nach Nr. 135 RiVASt bereits bei der Festnahme.

### USA
In den Vereinigten Staaten von Amerika wird bei der Verhaftung die Miranda-Warnung gegeben. Der Oberste Bundesgerichtshof der USA befand 1966 in Miranda v. Arizona, dass wenn Personen eingesperrt und verhört werden, ihr Privileg, sich selbst nicht belasten zu müssen, gefährdet wird. Daher etablierte der Gerichtshof Forderungen an die Strafverfolgung, die zum Schutz der Rechte von Verhafteten beachtet werden müssen. Die Verlesung der Rechte vor Verdächtigen fand in Wörterbüchern mit dem Verb mirandize Eingang. Der Text dieser Rechtsbelehrung ist nicht einheitlich, enthält in seinen verschiedenen Versionen aber etwa folgende Bedeutung:

„Sie haben das Recht zu schweigen. Alles, was Sie sagen kann und wird vor Gericht gegen Sie verwendet werden. Sie haben das Recht, einen Rechtsanwalt zu Rate zu ziehen, bevor wir Ihnen Fragen stellen. Sie haben das Recht auf die Anwesenheit eines Rechtsanwalts bei Vernehmungen. Wenn Sie sich keinen Rechtsanwalt leisten können, kann Ihnen vor der Vernehmung ein Rechtsanwalt zugewiesen werden, wenn Sie es wünschen. Wenn Sie sich entscheiden, Fragen zu beantworten, ohne dass ein Anwalt zugegen ist, haben Sie das Recht, Antworten jederzeit zu verweigern.“

Der Text dieser Belehrung wird von vielen Menschen durch seine Verwendung in amerikanischen Crime-Serien wiedererkannt, wo er vor fast jeder Verhaftung von Beamten auswendig zitiert wird. Abseits der Darstellung in Serien ist es in den USA allerdings nicht ungewöhnlich, verhaftet zu werden, ohne die Miranda-Warnung jemals zu hören, da die Belehrung nur vor einer Befragung im Rahmen von Ermittlungen vorgenommen wird. Dadurch kann alles, was gegenüber Polizeibeamten bei einer Festnahme ohne Befragung freiwillig gesagt wird, vor Gericht gegen den Verdächtigen verwendet werden, auch wenn er nicht belehrt wurde.